# Bảo tàng Giáo phận ở Toruń
Bảo tàng Giáo phận ở Toruń (tiếng Ba Lan: Muzeum Diecezjalne w Toruniu) là một bảo tàng nằm trong Khu Phố Cổ, tọa lạc tại số 7 Phố Żeglarska, Toruń, Ba Lan.

## Lịch sử
Bảo tàng Giáo phận ở Toruń được thành lập vào năm 2006 theo khởi xướng của Giám mục Andrzej Suski. Cùng năm, tòa nhà chung cư thuộc Quỹ "Nasza Przyszłość" được bán cho chính quyền nhà thờ làm trụ sở của Bảo tàng. Việc cải tạo tòa nhà này kéo dài vài năm và được tài trợ bởi Liên minh Châu Âu, chính quyền thành phố Toruń và Giáo phận Toruń. Bảo tàng Giáo phận ở Toruń chính thức khánh thành vào ngày 20 tháng 12 năm 2014 với sự tham gia của chính quyền thành phố và Giáo phận.
Ngày 16 tháng 1 năm 2020, Bảo tàng Giáo phận ở Toruń đã tổ chức lễ kỷ niệm 5 năm tồn tại.

## Triển lãm

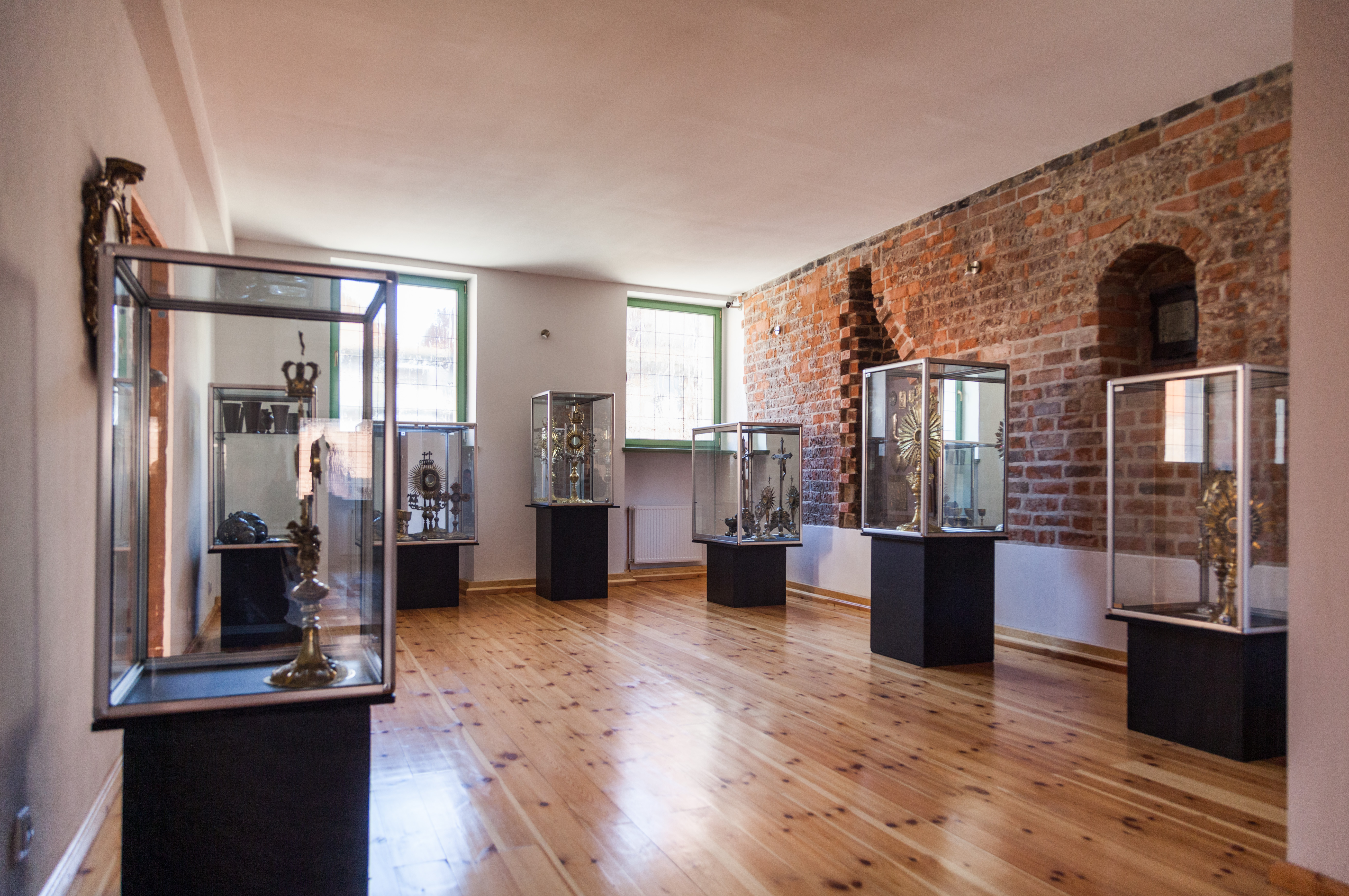
Triển lãm trong Bảo tàng

Triển lãm thường trực đầu tiên trong Bảo tàng Giáo phận ở Toruń mang tên "Thuở ban đầu là...": chủ yếu trưng bày những cây Thánh giá và bình đựng Thánh Thể được tạo ra vào thời Trung cổ, cùng các thứ khác.
Ngày 19 tháng 3 năm 2017, một triển lãm trưng bày những bức ảnh kỷ niệm ghi lại những khoảnh khắc quan trọng trong lịch sử của Giáo phận Toruń trong 25 năm qua được tổ chức.